# تانگ وی
تانگ وی (چینی ساده: 汤唯; چینی سنتی: 湯唯; پین‌یین: Tāng Wéi; کره‌ای: 탕웨이; زادهٔ ۷ اکتبر ۱۹۷۹) بازیگر اهل چین است.
از فیلم‌ها یا برنامه‌های تلویزیونی که وی در آن نقش داشته است می‌توان به اژدها، شهوت، احتیاط، دوران طلایی، سلسله مینگ، سرزمین عجایب و کلاه‌سیاه اشاره کرد.